# Cadillac Optiq
Cadillac Optiq ― це компактний електричний кросовер класу люкс, що продається під брендом Cadillac компанії General Motors і виробляється SAIC-GM, спільним підприємством китайського виробника SAIC і General Motors.
Він продається в Китаї з кінця 2023 року, а в Північній Америці ― з початку 2025 року.

## Опис

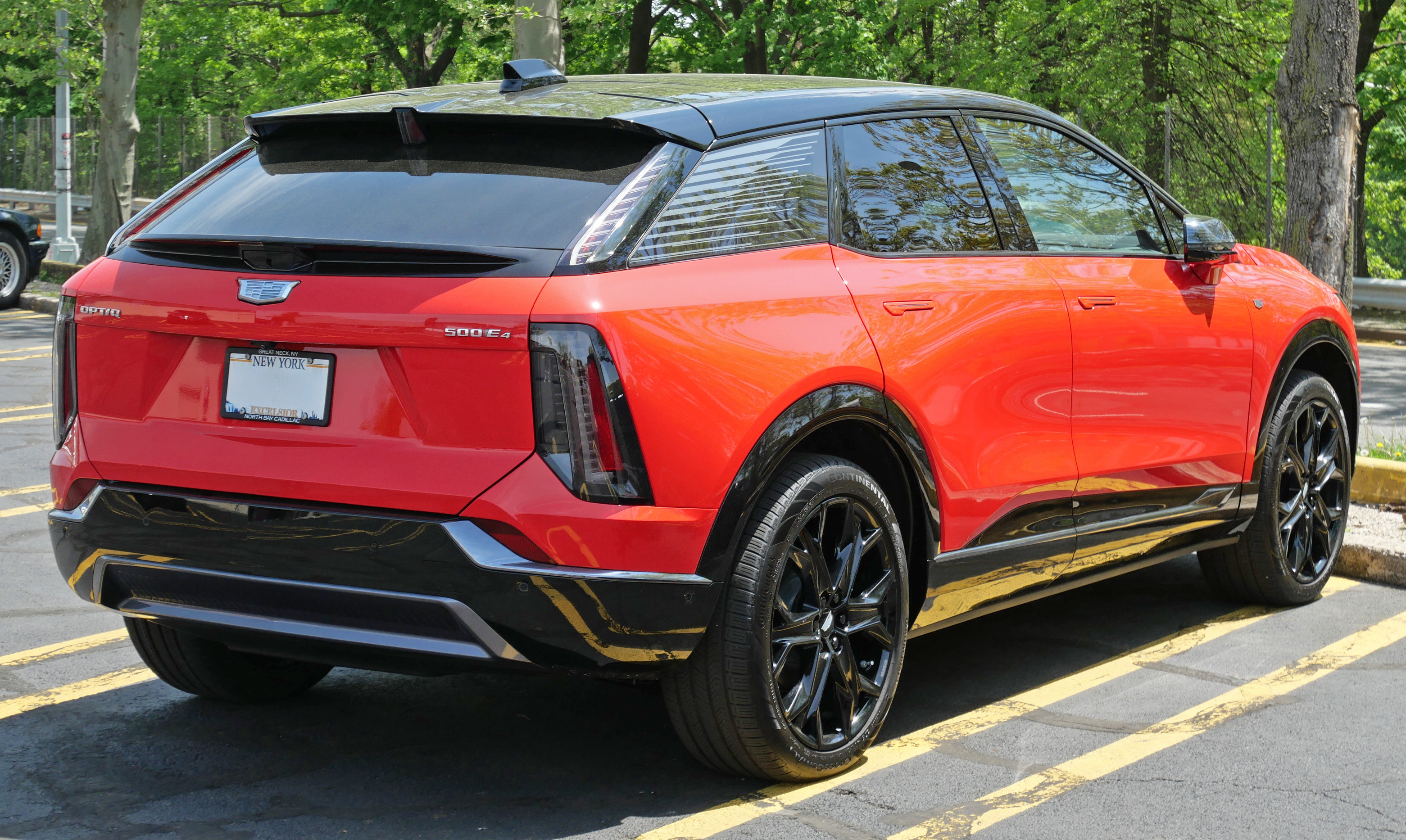

Cadillac Optiq надійшов у продаж у другій половині 2023 року в Китаї. Північноамериканський Optiq був представлений 29 травня 2024 року в Парижі, і він також буде продаватися на європейському ринку.
У Китаї він доступний у трьох комплектаціях: дві з переднім приводом і акумуляторною батареєю ємністю 68,4 кВт-год, які мають потужність 150 кВт (204 к.с.) і 180 кВт (245 к.с.) відповідно, і повнопривідний варіант з потужністю 211 кВт (287 к.с.) і більшою батареєю на 79,7 кВт-год.
Автомобіль призначений бути недорогим електромобілем початкового рівня для бренду.
У Північній Америці єдиним варіантом силового агрегату є батарея Ultium 85,0 кВт-год (корисна ємність) NMC, що складається з 10 модулів, які використовують електричну архітектуру на 400 В. Загальна потужність складає 300 к.с. (224 кВт) і 480 Н⋅м крутного моменту від двомоторної системи повного приводу, що складається з синхронного двигуна змінного струму з постійними магнітами, що приводить передні колеса, і асинхронного двигуна, що приводить задні колеса. Запас ходу за циклом випробувань EPA становить 486 км.
Батарея може заряджатися з максимальною потужністю 150 кВт на швидкому зарядному пристрої постійного струму, що дозволяє зарядити її на заявлені 79 миль (127 км) за 10 хвилин. Він також має стандартний бортовий зарядний пристрій змінного струму потужністю 11,5 кВт, а також опціонально доступний пристрій потужністю 19,2 кВт. Він оснащений зарядним портом CCS Type 1, який сумісний з північноамериканськими зарядними станціями Tesla Supercharger за допомогою адаптера NACS.
Optiq має споряджену масу 2 355 кг і може буксирувати до 680 кг.
У США Optiq буде поставлятися з 20-дюймовими колесами, а також буде доступний з 21-дюймовими колесами як опція.